# Домингеш, Жозе
Жозе́ Мануэ́л Ма́ртинш Доми́нгеш (порт. José Manuel Martins Dominguez; род. 16 февраля 1974, Лиссабон, Португалия) — португальский футболист, полузащитник. Известен по выступлениям за клубы «Спортинг», «Тоттенхэм Хотспур», «Кайзерслаутерн» и сборную Португалии. Участник Олимпийских игр 1996 года в Атланте.

## Клубная карьера
Домингеш — воспитанник клубов столичной «Бенфики». В 1992 году он включён в заявку основной команды, но из-за высокой конкуренции был отдан в аренду сначала в «Синтренсе», а спустя год в «Фафе». В 1994 году Жозе покинул «Бенфику», так не сыграв ни одного матча и присоединился к клубу Второго английского дивизиона — «Бирмингем Сити». Отыграв сезон в Англии, Домингеш вернулся на родину, заменив в составе лиссабонского «Спортинга», ушедшего в «Барселону», Луиша Фигу. В 1996 году он стал обладателем Суперкубка Португалии.
В 1997 году Жозе вновь переехал в Англию, став футболистом «Тоттенхэм Хотспур». Сумма трансфера составила 1,6 млн фунтов. В конце августа в поединке против «Дерби Каунти» он дебютировал в английской Премьер-лиге. В 1998 году шпор возглавил Джордж Грэм и Домингеш осел в глубокий запас.
В начале 2001 году он перешёл в немецкий «Кайзерслаутерн». Сумма трансфера составила 250 тыс. фунтов. Уже во второй своей игре в Бундеслиге против «Байера 04» Домингеш забил гол. В 2004 году после того, как клуб чуть не вылетел во Вторую Бундеслигу Жозе перешёл в катарский «Аль-Ахли». В 2005 году он недолго выступал за бразильский «Васко да Гама». Приняв участие в семи матчах Домингеш завершил карьеру футболиста.

## Международная карьера
11 октября 1995 года в отборочном матче чемпионата Европы 1996 против сборной Австрии Домингеш дебютировал за сборную Португалии.
В 1996 году Жозе в составе олимпийской сборной Португалии принял участие в Олимпийских играх в Атланте. На турнире он сыграл в матчах против команд Туниса, США, Франции, Бразилии и Аргентины.

## Тренерская карьера
В 2010 году Домингеш начал карьеру тренера. Он стал наставником юношеской команды клуба «Униан Лейрия». В марте 2012 года, когда тренер основной команды Мануэл Кажоду был отправлен в отставку, Жозе на несколько месяцев заменил его на посту главного тренера. Летом того же года Домингеш был приглашён ассистентом в команду дублёров лиссабонского «Спортинга», но вскоре он возглавил вторую команду «львов».
В 2014 году Жозе переехал в Колумбию, где тренировал «Реал Картахена», а в следующем был наставником испанского «Рекреативо».

## Достижения
Командные
 «Спортинг»
- Обладатель Суперкубка Португалии — 1996